# Tom Kiely
Thomas Francis (Tom) Kiely  (25 augustus 1869 – 6 november 1951) was een Brits atleet.

## Loopbaan
Kiely werd geboren in de County Tipperary in Ierland, Ierland was op dat moment nog onderdeel van het Verenigd Koninkrijk. Tijdens de Olympische Zomerspelen 1904 in het Amerikaanse Saint Louis won Kiely de tienkamp. De onderdelen weken af van de huidige tienkamp, zo vormde het snelwandelen over een afstand van een halve mijl onderdeel uit van de tienkamp en het gewichtwerpen en het kogelslingeren.
Omdat Ierland ten tijde van de Spelen van 1904 nog geen onafhankelijk land was, wordt de medaille van Kiely aan het Verenigd Koninkrijk toegerekend.

## Belangrijkste prestaties

### Tienkamp
| Jaar | Wedstrijd | Plaats | Punten |
| ---- | --------- | ------ | ------ |
| 1904 | OS        | Goud   | 6036   |